# Veronica Leo
Anna Veronica Leo, även Leo-Hongell, född 31 juli 1935 i Helsingfors, är en finlandssvensk tecknare, numera bosatt i Uppsala. Hon är dotter till Mona Leo.

## Biografi
Leo genomgick Konstindustriella läroverket i Helsingfors 1953–1957 och har arbetat som illustratör sedan 1954, bland annat i Hufvudstadsbladet 1952–1962. Hon har även arbetat som scenograf och kostymtecknare för teatern.
Leos första bok, Puppes egen bok, utkom när hon var åtta år. 1955 illustrerade hon sin mors sagobok Fireli och Mireli. Veronica Leo har illustrerat flera verk av Britt G. Hallqvist.
Leo var gift med Anders Hongell 1959–1970 och de har tre barn.

## Valda verk
- Latte Igelkott och vattenstenen (text: Sebastian Lybeck), 1956
- Latte Igelkott reser till Egypten (text: Sebastian Lybeck), 1958
- När Lisa och Lena hade röda hund (text: Grete Janus Hertz), 1960
- Känner du Jonas? (text: Hans Peterson), 1961
- Enhörningen (text: Irmelin Sandman Lilius), 1962
- Pia och Piddel (text: Nan Inger), 1963
- Katten Adamantios (text: Irmelin Sandman Lilius), 1965
- Världens minsta hund (text: Britt G. Hallqvist), 1969
- Jag skall fråga Gud (text: Britt G. Hallqvist), 1970
- Sagan om Lyckans fågel (text: Peter Fedor), 1974
- Solsång (text: Franciskus av Assisi), 1975
- Lillans resa till månen: En saga för stora och små (text: Vivi Täckholm), 1976
- De bästa sagorna [red: Else Jonsson], 1977
- William och Vild-Jam (text: Christina Andersson), 1978
- Våra hav: En bok för stora och små (faktabok, text av Vivi Täckholm), 1978
- Lustöra: En kaninroman (text: Birgitta Gedin), 1980
- Sagoprofessorn (text : Britt G. Hallqvist), 1980
- De hemliga strandfynden eller Om man tänker efter (text av förf.), 1984
- Sagor och berättelser (text: Selma Lagerlöf), 1984
- Sampo Lappelill: En saga från finska Lappland (text: Zacharias Topelius), 1984
- Odödlighetens klippa: En finsk folksaga (återberättad i ord och bild av Veronica Leo), 1985
- Resan till Måndurgistan (text: Mona Leo), 1985
- Grodprinsen (text: Christina Andersson), 1986
- Snöflickan: En rysk folksaga (återberättad i ord och bild av Veronica Leo), 1986
- Den magiska tavlan (text: Hans-Eric Hellberg), 1986
- En midsommarnattssaga: En folksaga från Svenskfinland (fritt återberättad i ord och bild av Veronica Leo), 1976
- Den hungrige jätten (text av förf.), 1989
- Barns rätt att utvecklas: En handbok om barns motoriska, perceptuella och språkliga utveckling (text av Ylva Ellneby), 1991
- Anis och ört (text: Tove Fagerholm), 1991
- Stjärnöga: en saga (Zacharias Topelius (text) fritt återberättad av Lennart Frick), 1991
- Vem bor här?, 1992
- Hej, världen! 1992
- De tre silverslantarna: En folksaga från Tibet (berättad av Tashi Daknewa), 1994
- Hallonmasken (Zacharias Topelius, texten bearbetad av Lennart Frick), 1995
- Haren i månen och andra fabler ur Jataka, 1997
- Trond, Tora och halskragen (text: Daga Nyberg), 1998
- Karin Träkjol efter en norsk folksaga, 2005

## Teaterkostym i urval
| År   | Produktion                     | Upphovsmän                                  | Regi           | Teater                 |
| ---- | ------------------------------ | ------------------------------------------- | -------------- | ---------------------- |
| 1979 | Elefantmannen The Elephant Man | Bernard Pomerance Översättning Sigbrit Mann | Jurij Lederman | Stockholms stadsteater |

## Priser och utmärkelser
- Litteraturfrämjandets illustrationspris 1974
- Författarfondens belöning för litterär förtjänst 1980
- Litteraturfrämjandets stora barn- och ungdomslitteraturpris 1981